# Albula (rivière)
Pour les articles homonymes, voir Albula.
L'Albula (en romanche : Alvra) est une rivière située en Suisse, dans le canton des Grisons. Elle est un affluent de rive droite du Rhin postérieur. Elle conflue en aval de Thusis.

## Géographie
L'Albula prend sa source à proximité du col de l'Albula.à mi-chemin de l'Engadine et de la vallée de Davos. Elle trace ensuite son cours vers le nord-est pour se jeter dans le Rhin postérieur à Thusis.
D'une longueur d'une trentaine de km, elle a creusé dans la masse montagneuse de profondes gorges.

## Transports
La ligne de chemin de fer des Alpes rhétiques dite « Ligne de l'Albula » qui relie la vallée du Rhin à Saint-Moritz se hisse de 700 m à 1 800 m emprunte la vallée de l'Albula, la franchissant sur des viaducs d'une taille impressionnante. À ce titre, cette ligne de chemin de fer est l'une des attractions touristiques de la région.